# Ophelimus bellus
Ophelimus bellus är en stekelart som först beskrevs av Girault 1915.  Ophelimus bellus ingår i släktet Ophelimus och familjen finglanssteklar. Inga underarter finns listade i Catalogue of Life.